# Калдарару (Илфов)
Калдарару (рум. Căldăraru) насеље је у Румунији у округу Илфов у општини Черника. Oпштина се налази на надморској висини од 65 m.

## Становништво
Према подацима из 2002. године у насељу је живело 1148 становника, од којих су сви румунске националности.